# أندرو فريدمان (شخصية أعمال)
أندرو فريدمان (بالإنجليزية: Andrew Freedman) هو شخصية أعمال أمريكي، ولد في 1 سبتمبر 1860 في نيويورك في الولايات المتحدة، وتوفي في 4 ديسمبر 1915.